# Synagogue de Karlin
Pour les articles homonymes, voir Karlin.
La synagogue de Karlin est une ancienne maison de prière juive située à Prague 8 - Karlín. Elle a été construite en style néo-roman en 1861. Elle se trouve rue Vítkova.

## Histoire
La synagogue de Karlin a été bâtie pour la riche communauté juive locale, fin 1921. Karlin était alors une ville indépendante avec principalement des industriels et des commerçants, et de nombreux riches fabricants et marchands étaient juifs. Le tabernacle aurait apparemment subi plusieurs travaux de construction. Le dernier d'entre eux a eu lieu entre 1928–1930, lorsque l'intérieur a été reconstruit dans un style fonctionnaliste. 
Le culte a eu lieu ici jusqu'au début de la Seconde Guerre mondiale. Le rabbin local jusqu'en 1939 était le Docteur Isidor Hirsch, qui a été contraint de prendre sa retraite à la suite de l'occupation nazie et est décédé un an plus tard. 
Après la guerre, la synagogue a été rendue à la communauté juive de Prague, mais en 1950, le bourg l'a vendue à l'église tchécoslovaque hussite, qui a adapté le bâtiment à ses fins de culte et l'utilise toujours. L'aile arrière, qui était autrefois le rabbinat, la maison de prière d'hiver et le siège du rabbin de la région de Kourim, sert maintenant de bureau paroissial du CESH.   
Une personne importante qui, petite fille sous la Première République Tchécoslovaque, a assisté aux cérémonies dans la synagogue lors des fêtes était l’écrivaine juive germano-tchèque Lenka Reinerová, originaire de Karlin. 

## Intérêt
La synagogue a été construite parallèlement à l'église des saints Cyril et Méthode de Karlin, qui est également construite en style néo-roman.

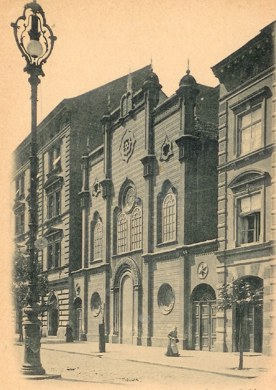
Carte postale d'époque fin XIXe siècle
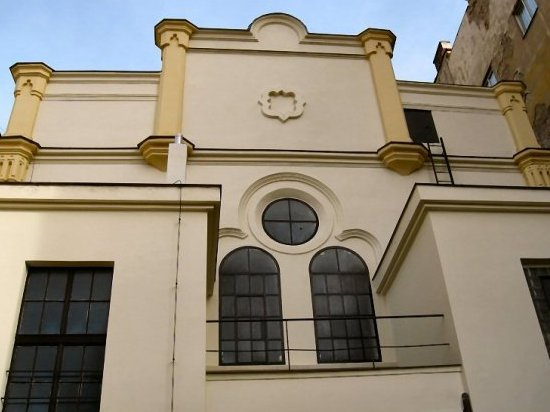
Aile arrière de la synagogue
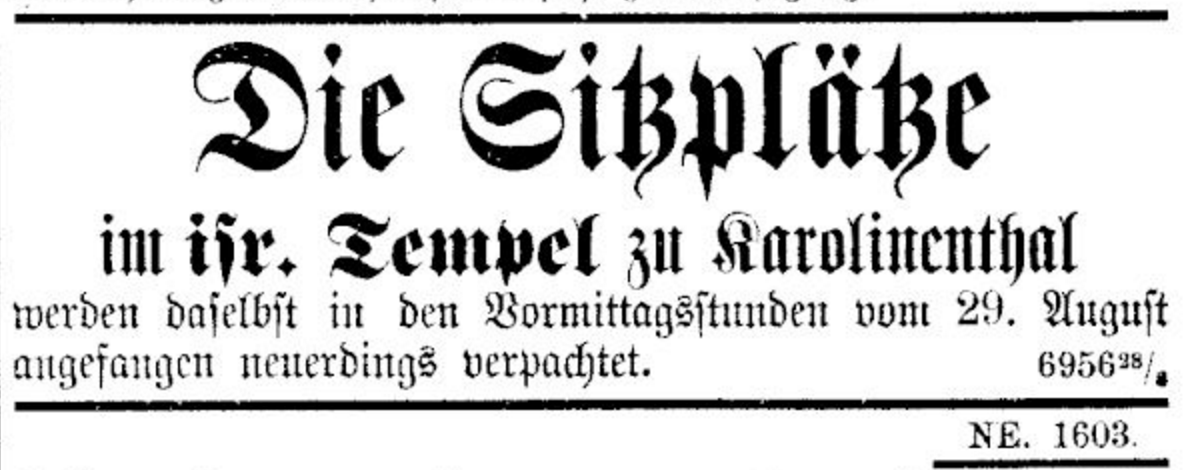
Publicité du quotidien Prager Tagblatt de Prague pour l'achat d'un siège pour la synagogue Karlin pour l'année religieuse juive 5641 d'août 1880.
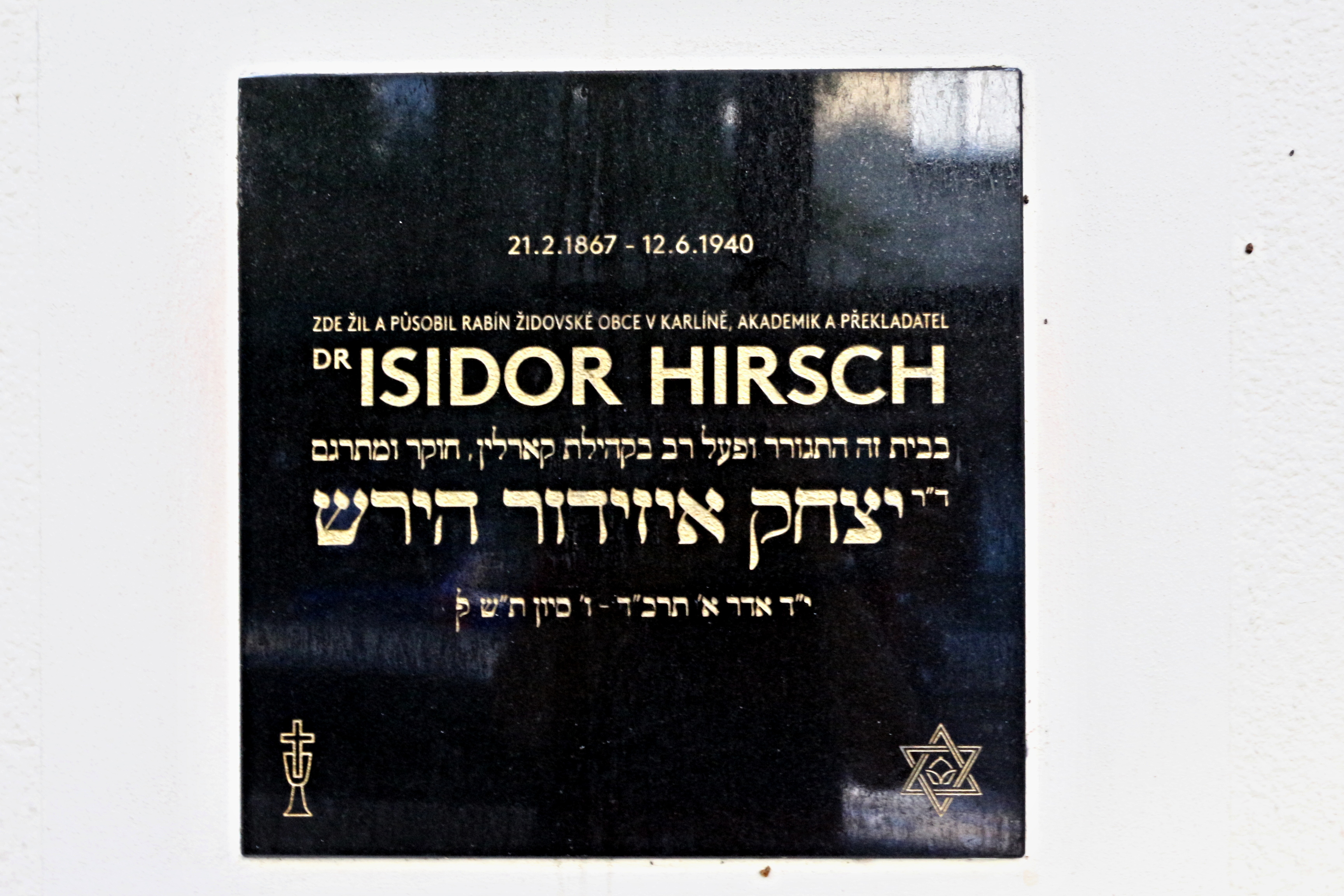
Plaque commémorative au Docteur Isidora Hirsch

## Liens